# Cantonul Montréal (Gers)
Cantonul Montréal (Gers) este un canton din arondismentul Condom, departamentul Gers, regiunea Midi-Pyrénées, Franța.